# Leicester South (circonscription britannique)

La circonscription dans le Leicestershire.

La circonscription de Leicester South est une circonscription électorale anglaise située dans le Leicestershire, et représentée à la Chambre des communes du Parlement britannique depuis 2011 par Jon Ashworth du Parti travailliste.